# Buonaccorso da Montemagno der Jüngere
Buonaccorso da Montemagno der Jüngere (* 1391 oder 1393 in Pistoia in der Toskana; † 16. Dezember 1429 in Florenz) war ein Renaissance-Humanist.

## Leben
Buonaccorso da Montemagno, Enkel Buonaccorsos da Montemagno des Älteren, war 1421 Richter im Stadtviertel Santa Croce in Florenz. Im selben Jahr wurde er zum Maestro im Studio Fiorentino ernannt. Im Juli 1428 wurde er als Botschafter zum Herzog von Mailand entsandt, um über die Bedingungen eines Friedensvertrages zu verhandeln, da Florenz in den vorausgegangenen Auseinandersetzungen ein Verbündeter der Republik Venedig war.

## Dichtungen und Werke
In seinen Gedichten, Le Rime, ahmte Buonaccorso die Sonnetti d’amore Petrarcas nach. Seine öffentlichen Reden wurden von Cristoforo Landino geschätzt  und von diesem wurde er mit Giovanni Boccaccio, Leon Battista Alberti und Matteo Palmieri gleichgesetzt. Antonio Francesco Grazzini nannte im 16. Jahrhundert Buonaccorsos Werke in seinem Vocabulario als Beispiele der reinsten italienischsprachigen Gedichte und Prosa.
Seinem Freund Palla Strozzi widmete Buonaccorso um das Jahre 1420 ein Sonett mit dem Titel Spirito gentil, che nostra ciaica etate.
In seiner lateinischen Controversia de nobilitate stellt Buonaccorso den damals neuen Typus des homo novus vor, dessen Adel sich durch seinen Charakter, seine Taten und seinen Werdegang von selbst zeigen. Das Werk wurde handschriftlich und in zahlreichen Inkunabeln und Frühdrucken verbreitet. Eine französische Übersetzung von Jean Miélot wurde 1476 in Brügge von Colard Mansion mit dem Titel Controversie de Noblesse gedruckt. Eine englische Übersetzung erfolgte durch John Tiptoft und wurde 1481 von William Caxton gedruckt. Der Augsburger Schulmeister Sixt Birck ergänzte die lateinischen Reden um Choreinlagen und Dialoge (Erstdruck Augsburg 1538).